# Яккабагский район
Яккабагский район (узб. Yakkabog’ tumani / Яккабоғ тумани) — административная единица в Кашкадарьинской области Узбекистана. Административный центр — город Яккабаг.

## История
Яккабагский район был образован в 1926 году. В 1938 году вошёл в состав Бухарской области, а 20 января 1943 года отошёл к Кашкадарьинской области. 8 мая 1943 года часть территории района была передана в новый Кок-Булакский район. В 1960—1964 годах входил в состав Сурхандарьинской области.

## Административно-территориальное деление
По состоянию на 1 января 2011 года в состав района входят:
- Город районного подчинения Яккабаг.
- 14 городских посёлков:

1. Алакарга,
2. Алакуйлак,
3. Джаркиргиз,
4. Кайрагач,
5. Каттаган,
6. Каттабаг,
7. Маданият,
8. Мевазар,
9. Самак,
10. Туран,
11. Уз,
12. Чубран,
13. Эдилбек,
14. Эски-Яккабаг.

- 10 сельских сходов граждан:

1. Кайрагач,
2. Кишлик,
3. Кошчинар,
4. Самак,
5. Сандал,
6. Тула кишлак,
7. Урта,
8. Хиябан,
9. Чайдари,
10. Эсат.